# Concilio de Epaona
El Concilio de Epaona (Concilium Epaonense) fue un concilio eclesiástico celebrado del 6 al 15 de septiembre del año 517 en la ciudad de Epaona, cerca de la actual Anneyron (Francia), entonces reino de Burgundia. El concilio fue presidido por san Avito de Vienne, que lo convocó junto a san Vivenciolo de Lyon.

## Obispos
El concilio reunió a 25 obispos, lo cual ha permitido trazar la extensión territorial del reino burgundio en ese momento.
- San Avito, obispo metropolitano de Vienne.
- San Vicenciolo, obispo de Lyon.
- San Silvestre, obispo de Châlon.
- Gemelo, obispo de Vaison
- San Apolinar, obispo de Valence.
- Valerio, obispo de Sisteron.
- Victor, obispo de Grenoble.
- San Claudio, obispo de Besanzón.
- Gregorio, obispo de Langres.
- San Pragmacio, obispo de Autun.
- Constancio, obispo de Octodorum.
- Catolino, obispo de Embrun.
- Santo, obispo de Tarentaise.
- Máximo, obispo de Ginebra.
- Bubulco, obispo de Windish.
- Seculacio, obispo de Die.
- Julián, obispo de Carpentras.
- Constancio, obispo de Gap.
- Florencio, obispo de Orange.
- Florencio, obispo de Saint-Paul-Trois-Châteaux.
- Filagrio, obispo de Cavaillon.
- Venancio, obispo de Viviers.
- Pretextato, obispo de Apt.
- Tauriciano, obispo de Nevers.
- Peladio, sacerdote, en nombre de Salutario, obispo de Aviñón.

## Historia
Avito, obispo metropolitano de Vienne, convocó a todos los obispos del reino de Burgundia a un concilio para reflexionar sobre la nueva situación religiosa creada por la subida al trono en 516 de Segismundo, convertido al catolicismo entre 502 y 506 bajo la influencia del obispo. Este concilio probablemente se inició el 6 y terminó el 15 de septiembre, reuniendo a 25 prelados y 40 canónigos.
Se discutirían una serie de reglas morales y la actitud a adoptar hacia los arrianos. Avito entendió que no era necesario perturbar a una población que seguía siendo importante en el reino. Los obispos se negaron así, alegando la contaminación de los lugares, a practicar el culto católico en las iglesias arrianas. Avito temía provocar la ira de los arrianos, todavía poderosos en Italia y Provenza bajo el dominio ostrogodo, así como en el Reino visigodo de Toledo en España. También temía que un arriano sucediera a Segismundo.
Fue el primer concilio verdaderamente hostil a los judíos, cuyo canon 15, del que el obispo de Vienne era el autor (si no el redactor principal de los cuarenta y un cánones), prohibía a los laicos comer con los judíos y, para mostrar hasta dónde deberían llegar su horror y su rechazo, prohíbía a los clérigos comer con un laico que se habría contaminado comiendo en la mesa de un judío.
En el Concilio de Epaona, los obispos también establecieron ciertas normas disciplinarias. Por ejemplo: prohibir a un viudo o viuda casarse con un pariente político, bajo pena de excomunión y condenaron tales uniones como incestuosas. Esta norma provocó la excomunión, un año más tarde, del tesorero del rey, Esteban, en el Concilio de Lyon, que se había casado con su cuñada.
El Concilio pronunció excomunión de dos años contra todo aquel que matara a un esclavo no condenado por un juez. La Iglesia también declaró legítimas las uniones entre esclavos. Recomendó no separar al marido de la mujer, a los padres de los hijos y venderlos únicamente juntos. La condición del siervo tendía así a mejorar y moralmente era más benéfica que las leyes civiles.

## Cánones
- 1er Canon. Cuando el metropolitano convoque a los obispos de la provincia para asistir al concilio o a la ordenación de un obispo, éstos sólo podrán excusarse de asistir en caso de enfermedad.

- 2º Canon. Los bígamos deben ser excluidos del sacerdocio y del diaconado.

- 3er Canon. No debemos llamar al clero a quienes han hecho penitencia pública.

- 4º Canon. No está permitido a los obispos, sacerdotes y diáconos tener perros o pájaros para cazar, bajo pena de tres meses de excomunión para el obispo, dos meses para el sacerdote y un mes para el diácono.

- 5º Canon. A los sacerdotes de una diócesis se les prohíbe servir en una iglesia de otra diócesis, sin el permiso de su obispo, a menos que éste los haya asignado al obispo bajo cuya jurisdicción se encuentra esta iglesia.

- 6º Canon. Está prohibido dar la comunión a un sacerdote o diácono que esté de viaje sin haber obtenido cartas de su obispo.

- 7º Canon. Las ventas de bienes de la iglesia realizadas por sacerdotes que sirven a las parroquias son nulas.

- 8º Canon. Estos sacerdotes deben levantar actas de todo lo que compran, ya sea para ellos o para la iglesia. El mismo decreto obliga también a los abades. No pueden vender nada sin permiso del obispo bajo cuya jurisdicción se encuentran, ni siquiera liberar a los esclavos que pertenecen al monasterio, porque no es justo que los esclavos disfruten del resto de la libertad, mientras los monjes están sujetos a todos los días al trabajo del campo.

- 9º Canon. Un abad no puede gobernar dos monasterios al mismo tiempo.

- 10º Canon. Un abad no puede establecer nuevos monasterios o pequeñas congregaciones sin el permiso del obispo.

- 11º Canon. Los clérigos no pueden presentarse como demandantes ante jueces seculares sin el permiso de su obispo, pero se les permite defenderse si son convocados ante ellos.

- 12º Canon. Un obispo no puede vender la propiedad de su iglesia sin el consentimiento del metropolitano; pero se le permite hacer intercambios útiles.

- 13º Canon. Si un clérigo es condenado por falso testimonio, que se le considere culpable de un delito capital.

- 14º Canon. Si el clérigo de una iglesia es nombrado obispo de otra, deberá dejar a la iglesia a la que sirvió todo lo que recibió como donación, y retener sólo lo que compró para su uso, de lo cual dará prueba por escrito.

- 15º Canon. Si un clérigo de rango superior es condenado por haber comido con un clérigo hereje, será separado de la comunión de la Iglesia durante un año. En cuanto a los jóvenes clérigos que caigan en esta falta, que sólo sean castigados con algún castigo corporal. Si un laico asiste a fiestas judías, se le debería prohibir comer después con un clérigo.

- 16º Canon. A los sacerdotes se les permite ungir con el santo crisma a los herejes en peligro de muerte que piden convertirse. Pero los herejes que estén sanos deben pedir esta unción al obispo.

- 17º Canon. Si un obispo dona bienes de la iglesia por testamento, esta donación es nula, a menos que el obispo la haya compensado con sus propios bienes.

- 18º Canon. Ningún clérigo podrá adquirir prescripción sobre los bienes de la iglesia que le pertenecen.

- 19º Canon. Si un abad declarado culpable o fraudulento afirma ser inocente y no quiere recibir un sucesor de su obispo, el asunto debe ser llevado ante el metropolitano.

- 20º Canon. Los obispos, sacerdotes, diáconos y todos los demás clérigos tienen prohibido visitar a las mujeres a horas indebidas, es decir al mediodía y por la noche, y si es necesario visitarlas, deberán hacerlo en compañía de otros clérigos.

- 21º Canon. Abrogamos por completo la consagración de las viudas llamadas diaconisas. Sólo permitimos que se dé la bendición de la penitencia a aquellos que quisieran convertirse (es decir, llevar una vida religiosa).

- 22º Canon. Si un sacerdote o diácono comete un delito capital, sea depuesto y confinado en un monasterio por el resto de sus días, y sólo allí sea admitido a la comunión.

- 23º Canon.. El que, después de haber recibido la penitencia, lleva vida seglar, no debe ser admitido a la comunión a menos que vuelva al estado que había abrazado.

- 24º Canon. Está permitido a los laicos acusar a los clérigos, siempre que no sea injustamente.

- 25º Canon. Está prohibido colocar reliquias en los oratorios del campo, si no hay clérigos en las parroquias vecinas que vengan a desempeñar allí el oficio y rindan honor a estas preciosas reliquias cantando salmos. Si no hay clérigos en las proximidades, no se debe ordenar ninguno para el servicio de estos oratorios, a menos que previamente se haya hecho una base suficiente para su mantenimiento.

- 26º Canon. Sólo los altares de piedra deben ser consagrados con el santo crisma.

- 27º Canon. En la celebración de los oficios divinos, los obispos deben ajustarse, en cada provincia, al rito de la iglesia metropolitana.

- 28º Canon. Si un obispo muere antes de haber absuelto a un condenado, está permitido a su sucesor absolverlo, si ha corregido su falta y hecho penitencia por ella.

- 29º Canon. Los católicos caídos en herejía, que antes sólo eran restablecidos tras una larga penitencia, serán recibidos en la comunión de la Iglesia después de dos años de penitencia durante los cuales todos ayunarán los tres días, asistirán la iglesia asiduamente, estará allí en el lugar de los penitentes, orando con humildad y retirándose con los catecúmenos. Si esta penitencia les parece demasiado dura, se les impondrá la de los antiguos cánones.

- 30º Canon. Está prohibido recibir a la penitencia a quienes hayan contraído matrimonios incestuosos, a menos que se hayan separado previamente. Llamamos incestuoso al matrimonio contraído con la cuñada, la suegra, nuera, viuda del tío y con primo hermano o segundo.

- 31º Canon. Los homicidios que han evitado el castigo impuesto por las leyes, deben ser sometidos a la penitencia marcada por los cánones (21 y 22) de Ancira.

- 32º Canon. Si la viuda de un sacerdote o de un diácono se vuelve a casar, será expulsada de la iglesia con su marido hasta que se separen.

- 33º Canon. Las iglesias de los herejes deben ser consideradas impuras y execrables. No pueden aplicarse a usos santos porque no es posible purificarlos, pero podemos recuperar aquellos que les fueron arrebatados a los católicos mediante la violencia.

- 34º Canon. El amo que por su autoridad privada cause la muerte de su esclavo debe ser separado por dos años de la comunión de la Iglesia.

- 35º Canon. Que los nobles ciudadanos, dondequiera que se encuentren, vayan a recibir la bendición de su obispo en la noche de Pascua y de Navidad.

- 36º Canon. No debemos quitar a ningún pecador la esperanza del perdón, si hace penitencia y se corrige. Pero si se encuentra en peligro de muerte, se le debe conceder el tiempo de penitencia prescrito por los cánones, con la condición, sin embargo, de que complete el tiempo de penitencia, si recupera la salud, después de haber recibido el Viático (es decir, la absolución de los pecados y la Eucaristía).

- 37º Canon. Que ningún laico sea ordenado clérigo a menos que haya dado previamente muestras de piedad.

- 38º Canon. La entrada a los monasterios de niñas sólo debe concederse a personas mayores de probada virtud, y cuando las necesidades del monasterio lo exijan. Quienes vengan a decir misa deberán retirarse tan pronto como termine el servicio. A los clérigos y monjes jóvenes se les prohíbe la entrada si no tienen parientes femeninos.

- 39º Canon. Si un esclavo culpable de un crimen atroz se refugia en una iglesia, quedará exento del castigo corporal, pero no obligaremos a su amo a prestar juramento de no imponerle trabajos extraordinarios, ni de no cortarle el pelo para darlo a conocer.

- 40º Canon. Todos los obispos deben garantizar la observancia de estos decretos. Aquellos que no lo hagan serán culpables ante Dios y ante los hombres.